# Madona z Údlic

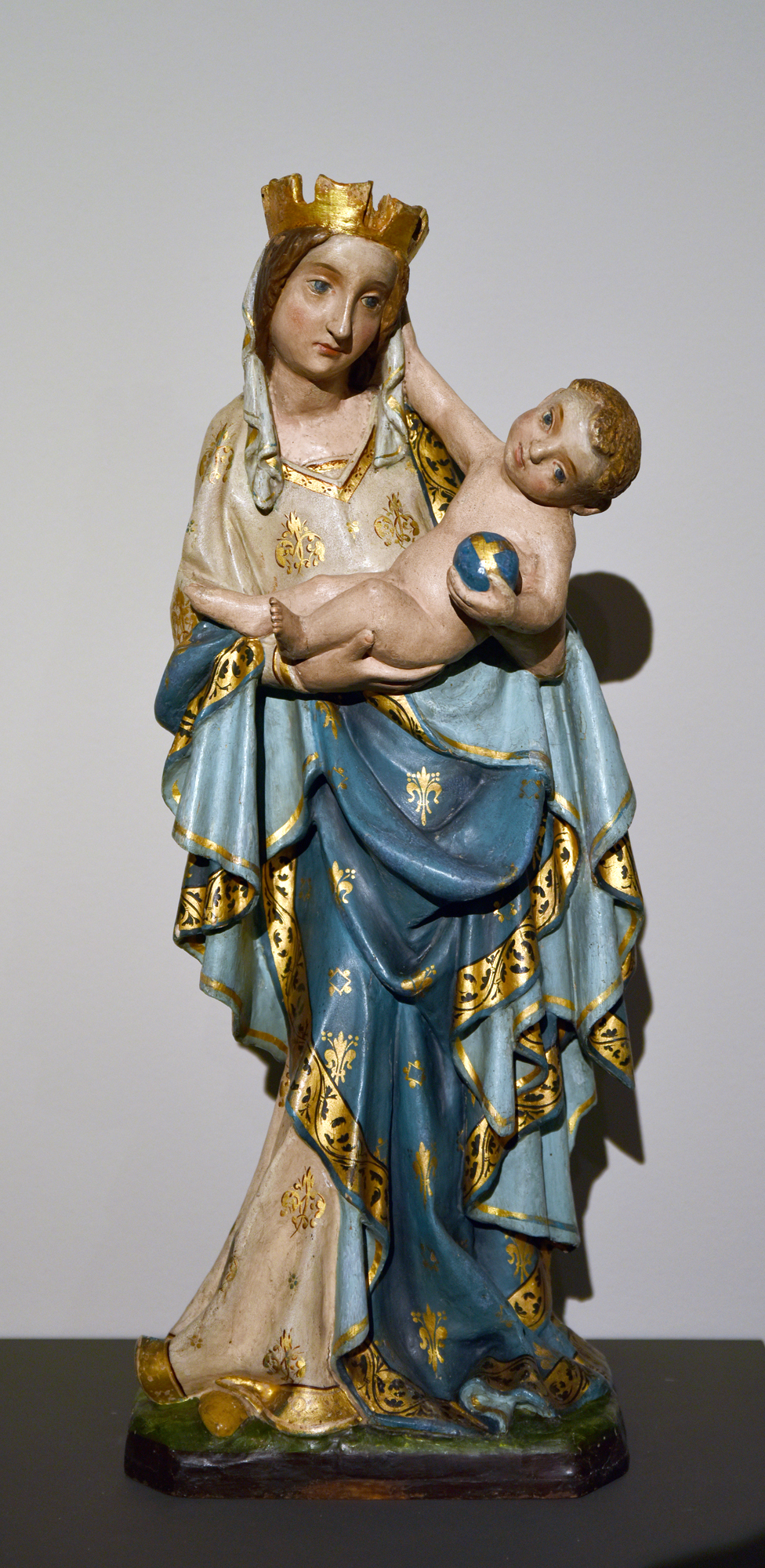
Madona z Údlic (1400-1410)

Madona z Údlic (1400-1410) je typickou ukázkou gotického sochařství krásného slohu. V severočeském regionu patří k nejkvalitnějším devočním kopiím, pro které sloužila jako předloha Plzeňská madona (1380-1384). Je vystavena ve stálé expozici středověkého umění Oblastního muzea v Chomutově.

## Původ sochy
Socha se nacházela v románském římskokatolickém kostele Povýšení svatého Kříže v Údlicích (Eidlitz, Udelicz), pocházejícím z doby před polovinou 13. století. Objednavatelem mohl být tajný kurfiřtský rada Anarg z Waldenburgu (* před 1331, † po 1429), který byl majitelem Údlic v letech 1395-1446 a kromě toho vlastnil majetky v Sasku - hrady Wolkenstein a Schrfenstein, město Zschopau a polovinu obce Gelenau.
V Údlicích je socha doložena od roku 1658, kdy je zmíněna ve spisu Trophaea Mariana. V 17. a 18. století patřila k velmi uctívaným milostným sochám. V Mariánském atlasu oseckého mnicha P. Augustina Sartoria je zmíněna legenda o zázračném zachránění dvou zedníků, kteří se zřítili při stavbě kostela v Údlicích, připsaná soše údlické Madony. Jako dlouhodobá zápůjčka Římskokatolické farnosti, děkanství Chomutov, je od roku 2003 vystavena v Oblastním muzeu v Chomutově.

## Popis a zařazení
Socha z lipového dřeva, výška 71,5 cm, šířka 30 cm, plně plastická, s polychromií z pozdější doby. Podle částečně zachovaných nápisů na zadní straně byla restaurována v letech 1784 a 1900, poslední restaurování provedla Lenka Helfertová roku 2013. Novější vrstvy polychromie poněkud zakrývají původní vzhled Madony, zejména v inkarnátech.
Madona z Údlic je řazena do závěrečné fáze kulminace krásného slohu. Tomu odpovídají plně plastické a měkce splývavé záhyby bohatého roucha, výstavba tělesného objemu a rytmická kompozice draperie. Madona má subtilní tělo a typickou mladistvou a líbeznou ("kočičí") tvář, korunku, bílou roušku a tmavé vlasy spletené podél hlavy. Ježíšek je položen horizontálně, pravou rukou drží matku kolem krku a v levici drží sféru.
Tělo Madony je esovitě prohnuto od pravé volné a šikmo ukročené nohy přes vysunutý levý bok až hlavě, nakloněné k dítěti. Kompozičně je prohnutí těla vyvažováno torzí Ježíškova těla směrem od Marie k divákovi a nakloněním jeho hlavy k levému rameni matky. Celkový objem sochy je spíše rozestřen do stran a z plochy vystupuje zejména volná noha a hmota záhybů.
Plášť spadá z ramen a na hrudi odkrývá spodní roucho se špičatým výstřihem. Pod tělem Ježíška je prověšen a u loktů podkasán a zakončen mohutnými kaskádovými závěsy. Před tělem tvoří plášť dva vysoké mísovité záhyby. Specifickým rysem je tzv. "české koleno", které zvýrazňuje volnou nohu zaoblením pláště směrem k podstavci. Mezi oběma nohama tvoří plášť výraznou prohlubeň a jeho diagonální záhyby jsou na podstavci zakončeny trubkovitě vytaženou horní hranou. Na zadní straně spadá plášť z ramen několika vertikálními záhyby, z nichž dva se pod koleny ostře diagonálně zalamují.
Autor sochy byl řezbář obeznámený s vrcholnými díly krásného slohu. Koncepce sochy vychází z Plzeňské madony, ale je rozvedena více do šířky a určena pro čelní pohled. Oproti Madoně z minoritského kláštera v Krumlově, která pochází ze stejného období, je údlická madona subtilnější a svým jednodušším systémem záhybů drapérie se více přibližuje dílům jako Sv. Kateřina z Poznaně nebo sv. Kateřina z Jihlavy. Plzeňská Madona byla předlohou pro řadu děl v Sasku a Horní Lužici (Madona z Eutritsch u Lipska, Madona z městského muzea v Míšni). Pozdější díla byla ovlivněna švábským uměním a ranými díly Hanse Multschera (Oltář ze Zhořelce), gesto Ježíška objímajícího matku se opakuje u mladších soch z druhého desetiletí 15. století (domácí oltář biskupa Dietricha III. von Schönberg).
Sochu do literatury uvedl Josef Opitz v katalogu k výstavě gotiky severozápadních Čech roku 1928.

### Jiná díla
- Plzeňská madona - Madona z kostela sv. Bartoloměje v Plzni (1380-1384)
- Madona z Wilsdruffu (Staatliche Kunstsammlungen Dresden)
- Madona z Helbigsdorfu (zničena 1945)
- Madona z minoritského kláštera v českém Krumlově (1420-1430)
- Torzo Madony z prachatického muzea (nezvěstné)
- tzv. druhá Vimperská madona
- Madona z Nebanic u Chebu[8]

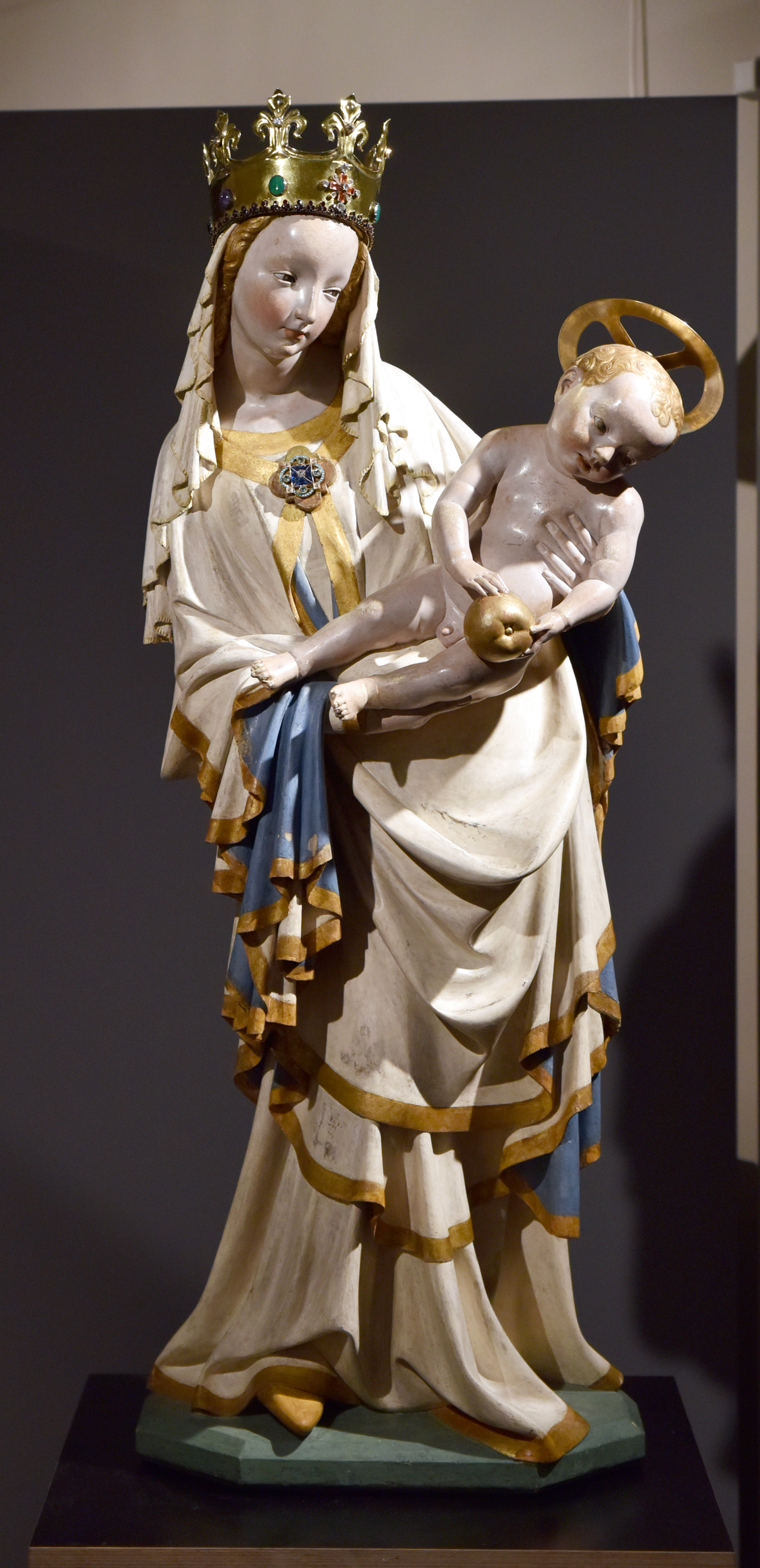
Plzeňská madona (1380–1384)
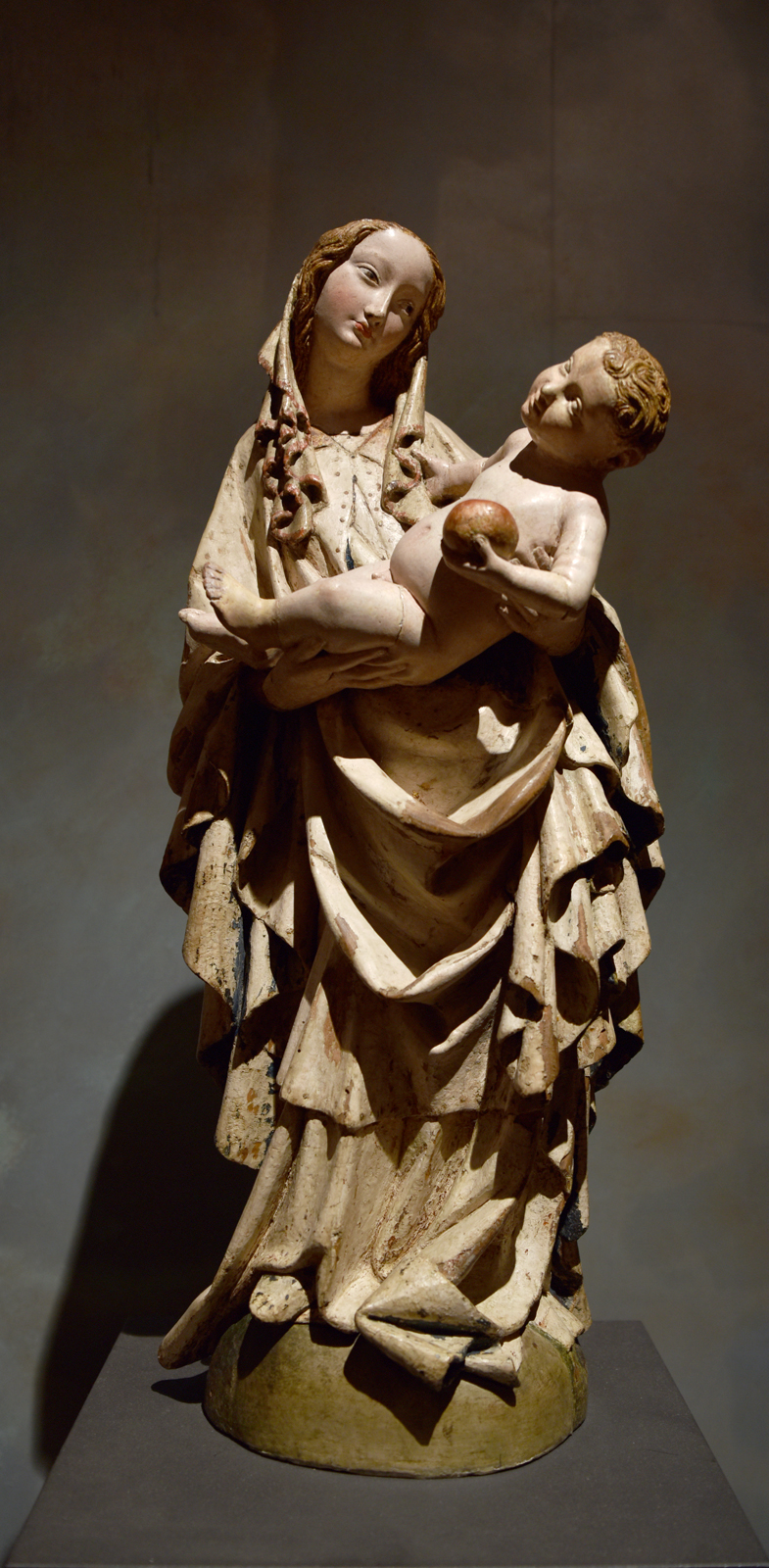
Madona z minoritského kláštera v Českém Krumlově, Národní galerie v Praze
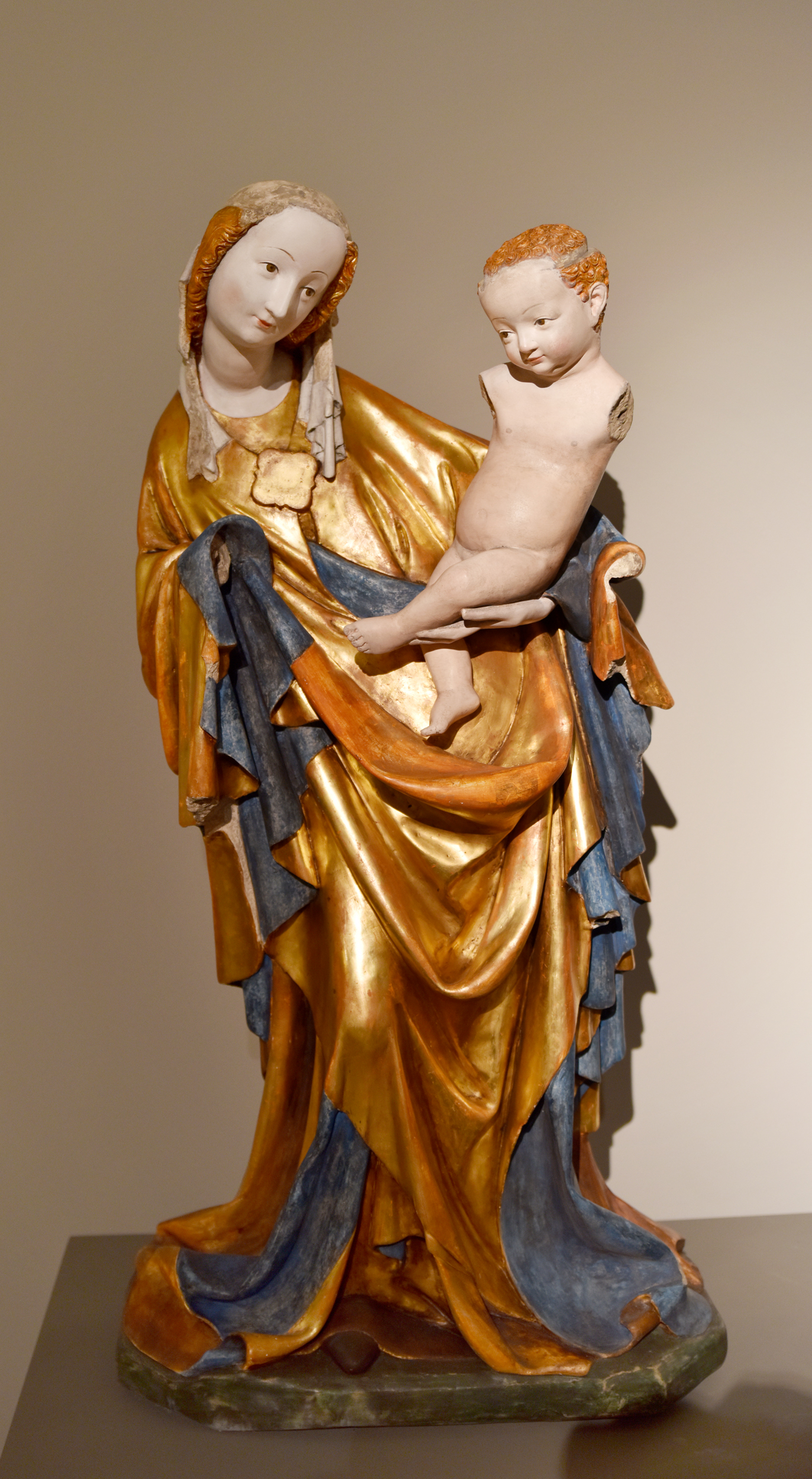
Vimperská madona (kolem 1400), novodobá kopie
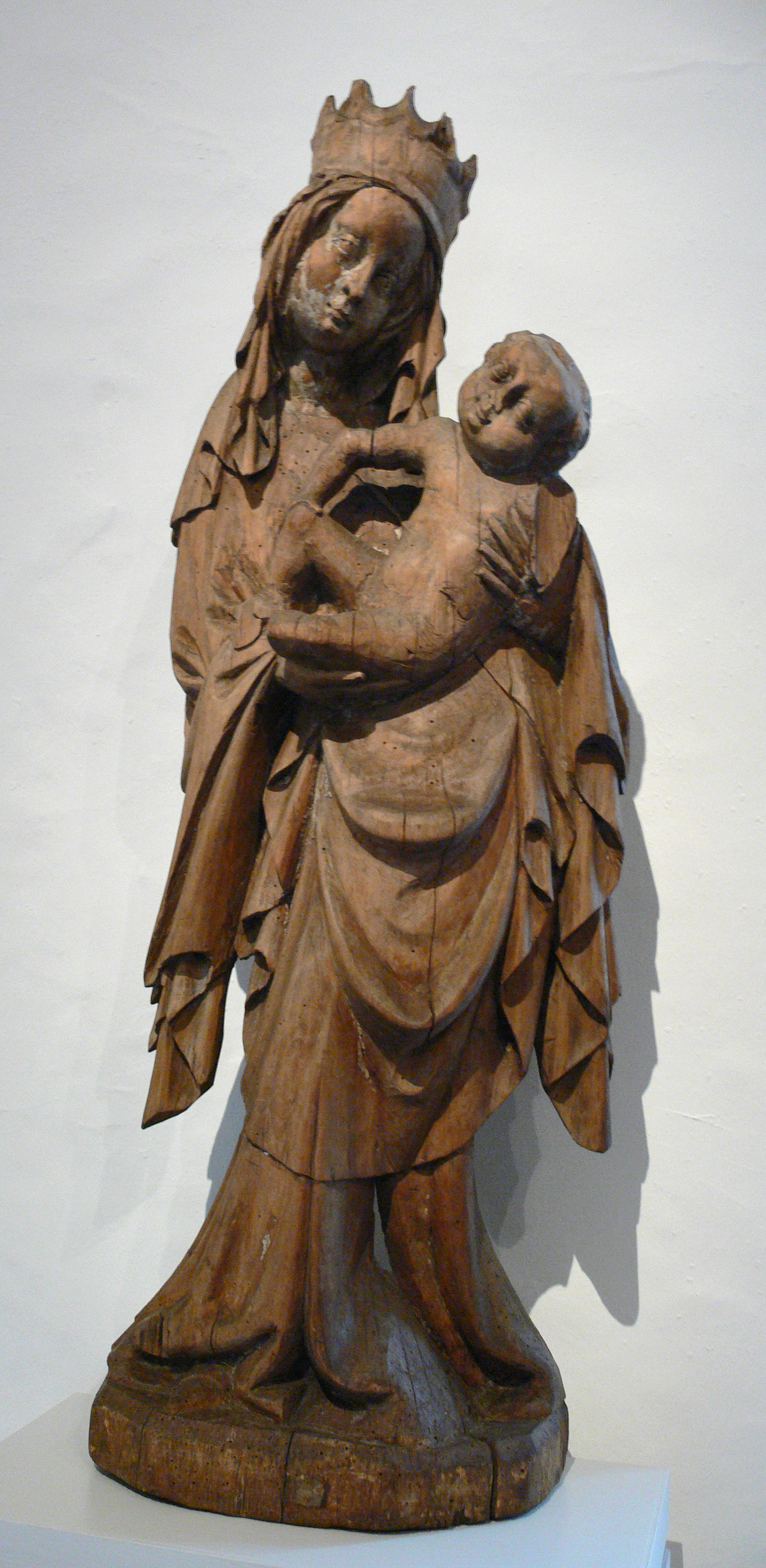
Maria mit Kind aus Wilsdruff
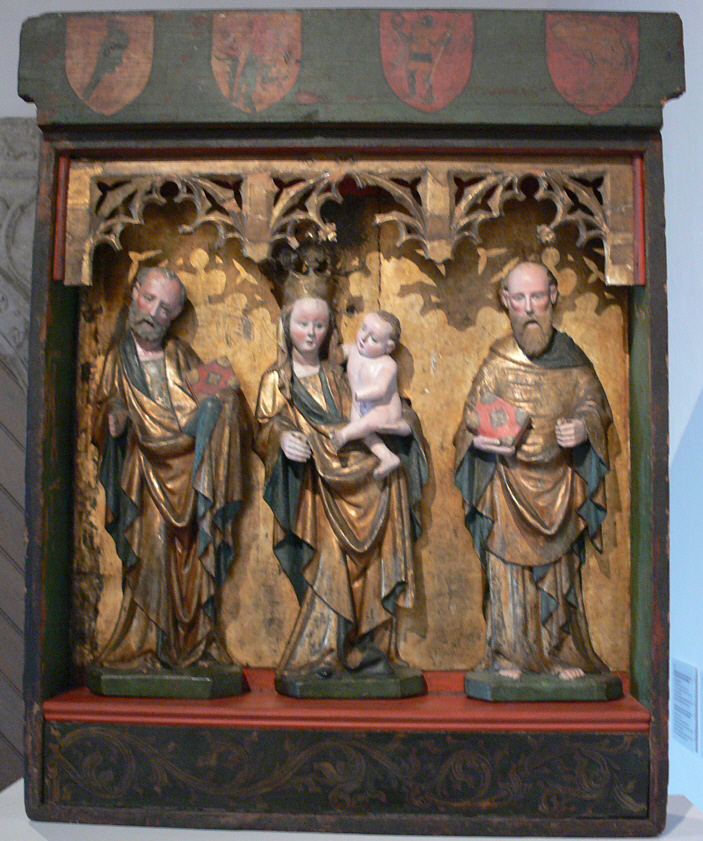
Hausaltar des Dietrich von Schönberg (1430)

## Zajímavosti
Údlické Madoně byla věnována druhá kaple poutní cesty Via Sancta z Prahy do Staré Boleslavi.